# Biblical Research Institute
O Biblical Research Institute (BRI) é um departamento de serviço da Igreja Adventista do Sétimo Dia que possui três funções principais: investigação bíblica, apologética e serviço à denominação.
A instituição serve como consultor teológico à Conferência Geral. É constituída por quatro teólogos adventistas que trabalham na sede da Igreja em Silver Spring, Maryland. Atualmente, a Biblical Research Institute é dirigida por Ángel Manuel Rodríguez.
O instituto também dirige o Biblical Research Institute Committee (BRICOM), que consiste em cerca de quarenta membros do mundo inteiro, e o Biblical Research Institute Science Council (BRISCO), que investiga a relação entre ciência e religião.
O instituto é um departamento de serviço oficial da Conferência Geral dos Adventistas do Sétimo dia.